# Hirschbach (Oberpfalz)

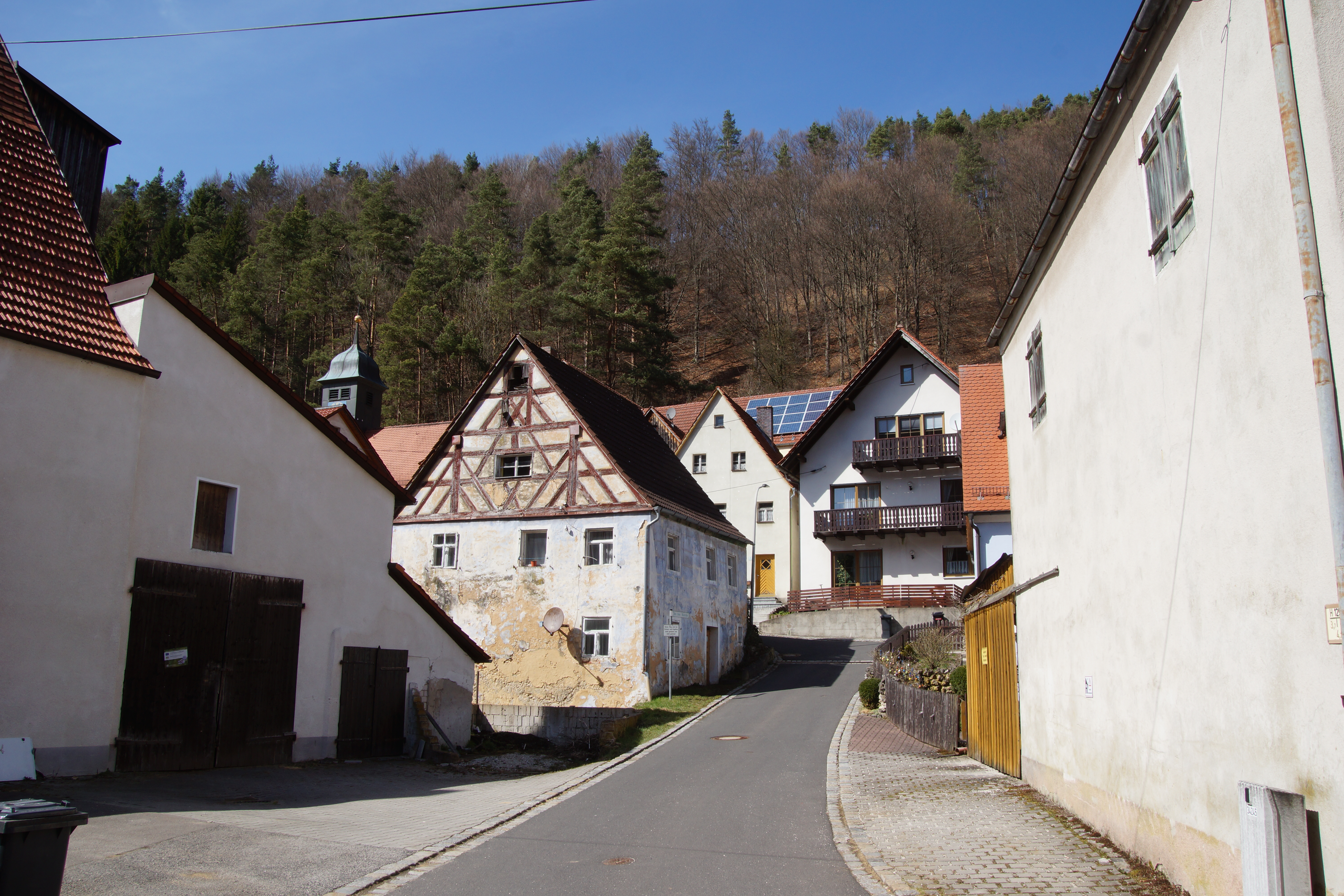
Ortskern

Hirschbach ist eine Gemeinde im Oberpfälzer Landkreis Amberg-Sulzbach und zählt zur Metropolregion Nürnberg.

## Geografie
Der Ort Hirschbach liegt im Tal des gleichnamigen Baches, eines Zuflusses der Pegnitz. Die Gemeinde grenzt an den Landkreis Nürnberger Land im Regierungsbezirk Mittelfranken.

### Gemeindegliederung
Hirschbach hat 17 Gemeindeteile (in Klammern ist der Siedlungstyp angegeben):
- Buchhof (Dorf)
- Eggenberg (Dorf)
- Eschenfelden (Pfarrdorf)
- Hirschbach (Pfarrdorf)
- Jägersruh (Weiler)
- München (Dorf)
- Oberachtel (Dorf)
- Oberklausen (Weiler)
- Obermühle (Weiler)
- Pruppach (Dorf)
- Ratzenhof (Weiler)
- Riglashof (Dorf)
- Rinnenbrunn (Forsthaus)
- Stoffelmühle (Einöde)
- Unterachtel (Dorf)
- Unterklausen (Dorf)
- Ziegelhütte b.Achtel (Einöde)

Es gibt die Gemarkungen Achtel, Eschenfelden und Hirschbach.

## Geschichte

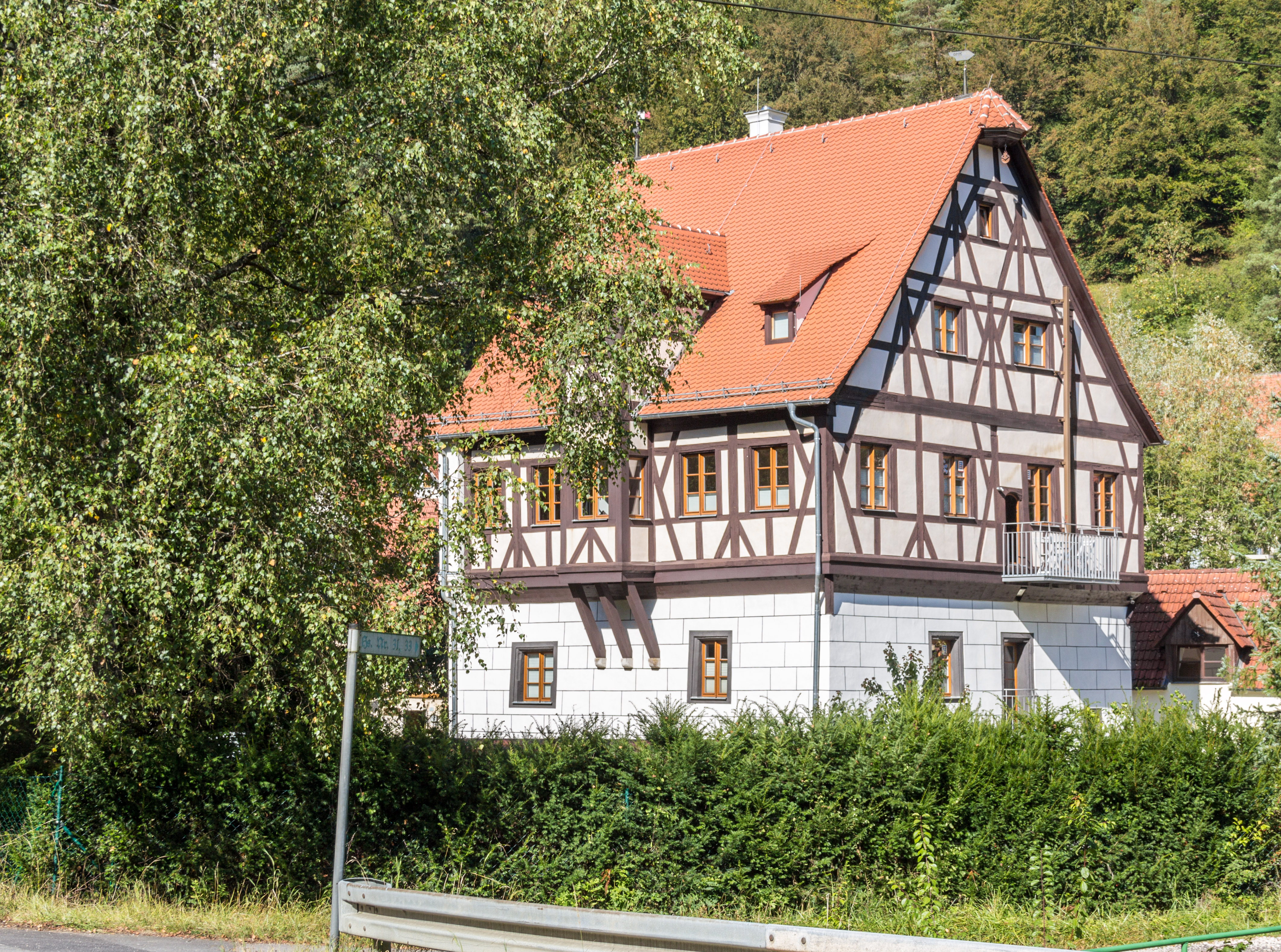
Hammerschloss Hirschbach

Hirschbach wurde angeblich von Karl dem Großen gegründet, wofür es jedoch keinen Beleg gibt. Bis 1188 gehörte der Raum um Hirschbach zur Grafschaft Sulzbach. Die erste schriftliche Nennung von Hirschbach war erst im Jahr 1225, als ein „Reinger de Herisbach“ in einer Nürnberger Urkunde genannt wurde (Nürnberger Urkundenbuch Nr. 203). Damit ist belegt, dass der Ortsname sich wahrscheinlich nicht vom Tier Hirsch herleitet, sondern auf den Personennamen Heri zurückgeht. er bedeutet also zum Bach des Heri. Bis 1505 gehörte Hirschbach den bayerischen Wittelsbachern und wurde nach dem Landshuter Erbfolgekrieg zwischen dem neugeschaffenen Fürstentum Pfalz-Neuburg (Landrichteramt Sulzbach) bzw. ab 1566 Pfalz-Sulzbach und der Reichsstadt Nürnberg (Pflegamt Velden) aufgeteilt.
Die Reichsstadt Nürnberg war vermutlich wegen seiner wirtschaftlichen Bedeutung (Eisen- und später auch Kupferhammerwerke) an Hirschbach interessiert. In Hirschbach gab es bereits im 14. Jahrhundert zwei Hammerwerke, von denen der Obere Hammer als Hammerschloss Hirschbach noch besteht.

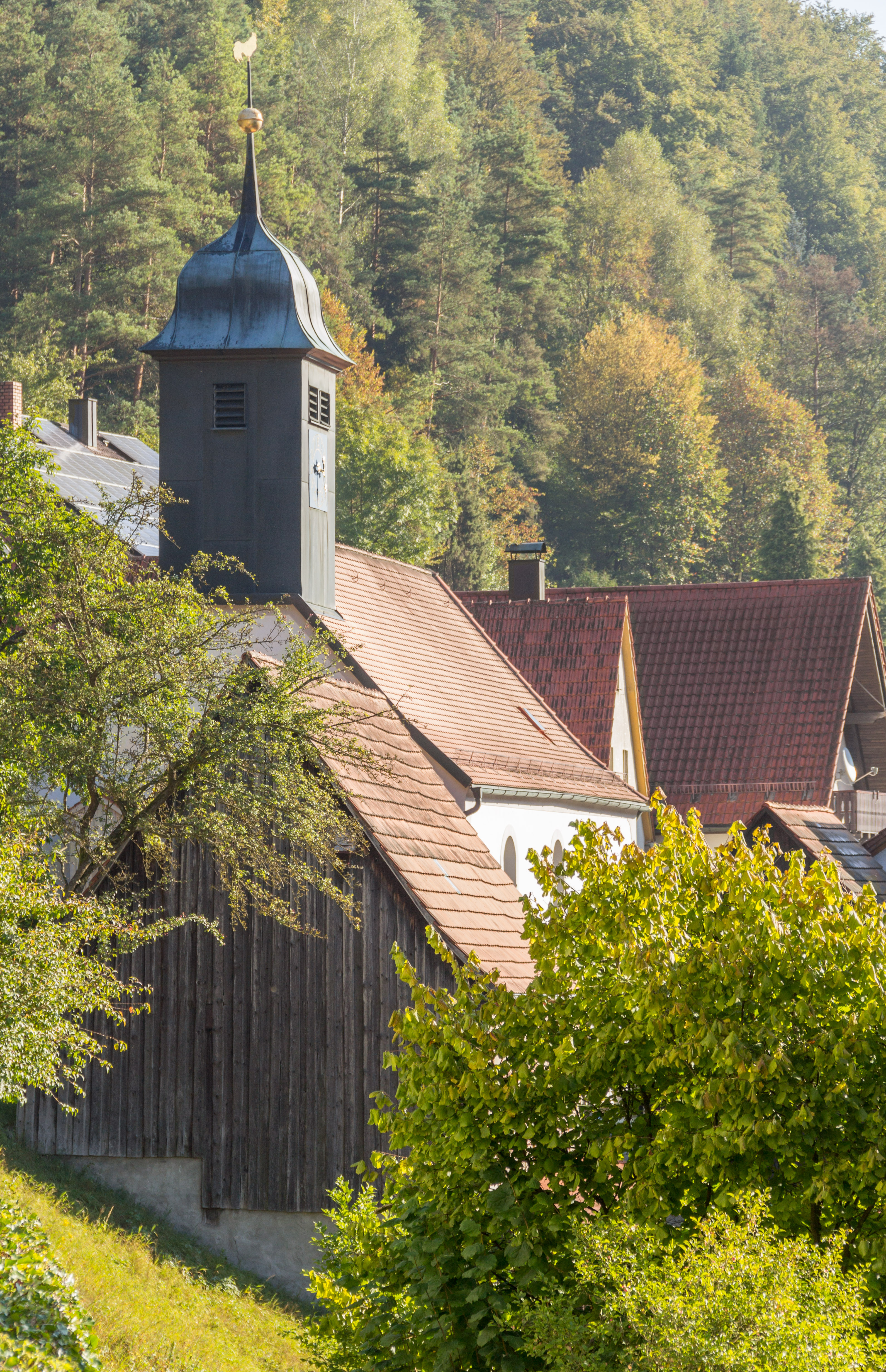
Schlosskapelle

Die Kirche des Ortes wurde am 18. Juni 1460 nach mehrjähriger Bauzeit dem Heiligen Wolfgang geweiht. Sie wird seit mehreren Jahren von der katholischen und der evangelischen Kirchengemeinde simultan benutzt. Sie wurde als Schlosskapelle für die Hammerherren und deren Gesinde erbaut. Erst 1957 wurde Hirschbach selbstständige Pfarrei. Größere Renovierungen fanden 1965/66 und 2001/02 statt.

### Eingemeindungen
Bis zur Gemeindegebietsreform gehörte das heutige Gemeindegebiet zum Landkreis Sulzbach-Rosenberg. Am 1. Januar 1972 wurden die Gemeinden Achtel und Eschenfelden eingegliedert. Am 1. Januar 2003 kam ein Teil des aufgelösten gemeindefreien Gebiets Ober- und Unterwald hinzu.

### Einwohnerentwicklung
Zwischen 1988 und 2018 wuchs die Gemeinde von 1178 auf 1211 um 33 Einwohner bzw. um 2,8 %. Am 31. Dezember 2001 hatte Hirschbach 1367 Einwohner.

### Religion
In der Gemeinde gibt es mit der Kirche Corpus Christi eine Simultankirche. Hirschbach zählt zu den neun Gemeinden im Nordosten der Oberpfalz, in der die Bevölkerung mehrheitlich evangelisch ist.

## Politik
Die Gemeinde ist Mitglied der Verwaltungsgemeinschaft Königstein.
- FBL/FWG: 8
- SPD: 4

### Bürgermeister
Bei der Stichwahl der Kommunalwahl 2020 wurde Hermann Mertel (UG 4.0) mit 61,72 % der Stimmen gewählt und setzte sich damit gegen den Amtsinhaber Hans Durst (SPD, Bürgermeister seit 2002) durch.

### Gemeinderat
Der Gemeinderat besteht aus 13 Mitgliedern, den Ersten Bürgermeister beinhaltend. Bei der Kommunalwahl vom 15. März 2020 haben von den 992 stimmberechtigten Einwohnern 729 von ihrem Wahlrecht Gebrauch gemacht, womit die Wahlbeteiligung bei 73,49 % lag.

### Gemeindepartnerschaften
Seit 1990 besteht eine Partnerschaft mit dem Dorf Hirschbach in Thüringen.

### Wappen
| Wappen von Hirschbach (Oberpfalz) | Blasonierung: „Gespalten. Vorne geteilt durch eine goldene Leiste, oben in Blau ein goldenes Mondgesicht (Halbmond), unten ein rotbekrönter und rotbezungter goldener Löwenkopf; hinten gespalten von Silber und Blau.“ |
| Wappen von Hirschbach (Oberpfalz) | Wappenbegründung: Das Mondgesicht ist dem in der Hirschbacher Kirche überlieferten Wappen der Familie Meindl entnommen, die für die Geschichte Hirschbachs von großer Bedeutung war. Seit 1584 waren die Meindls Inhaber des Herrensitzes und des Hammers Hirschbach. Der Löwenkopf aus dem Wappen der Wittelsbacher erinnert daran, dass das Gemeindegebiet bis zum Bayerischen Erbfolgekrieg zum größten Teil unter der Landeshoheit der bayerischen Herzöge stand. Nach dem Erbfolgekrieg wurde die Landeshoheit zwischen dem 1505 neugeschaffenem Fürstentum Pfalz-Neuburg (Landrichteramt Sulzbach) und der Reichsstadt Nürnberg (Pflegeamt Velden) geteilt. Die silber-blaue Spaltung im hinteren Teil des Wappens entspricht dem Wappen der Breitensteiner, eines Adelsgeschlechts, das über Generationen als Hofmarksinhaber im Gemeindeteil Eschenfelden ansässig war. |

Die Gemeindeflagge hat die Farbenfolge Gelb-Blau. Weiß-Blau ist der bayerischen Staatsflagge vorbehalten. Das Wappen sollte der Fahne aufgelegt werden.

## Wirtschaft und Infrastruktur
Der Ort ist aufgrund der nahegelegenen Kletter- und Wandermöglichkeiten stark vom Fremdenverkehr geprägt. Bekannt sind die beiden Klettersteige Norissteig und Höhenglücksteig sowie die Klettermassive Mittelbergwand, Teufelsrissmassiv, die Hirschbacher und die Rabensteiner Wand.
In der Gegend um Hirschbach befinden sich zahlreiche Höhlen. Es wurde ein Höhlenwanderweg ausgeschildert, der den Wanderer an 30 Höhlen vorbeiführt.
Sehenswert ist auch die Schlangenfichte von Großmeinfeld, ein Nadelbaum mit lang herunterhängenden lianenartigen Ästen und der Kallmünzerblock Zyprianstein bei Rinnenbrunn.